# Johnbelkinia edwardsiana
Johnbelkinia edwardsiana är en tvåvingeart som beskrevs av Lane och Cerquiera 1942. Johnbelkinia edwardsiana ingår i släktet Johnbelkinia och familjen stickmyggor. Inga underarter finns listade i Catalogue of Life.